# ZBED3
ZBED3‏ (Zinc finger BED-type containing 3) هوَ بروتين يُشَفر بواسطة جين ZBED3 في الإنسان.